# 钱中文
钱中文（1932年11月—），男，江苏无锡人，中国社会科学院文学研究所研究员，中国社会科学院荣誉学部委员。

## 生平
幼时在全旺小学读书，后进入无锡县模范中心实验小学。1945年考入无锡县中学。1951年，进入中国人民大学俄语系学习。1955年，前往莫斯科大学研究生院俄罗斯语言文学系学习。毕业后回国，被派往中国科学院（今中国社会科学院）文学研究所苏联东欧文学组，后进入文艺理论组工作。先后任助理研究员、副研究员、研究员。中国中外文艺理论学会会长，国际文学理论学会副主席。中国作家协会第七届全国委员会名誉委员。2006年被评为中国社会科学院荣誉学部委员。

## 出版物
编撰了数十篇(本)学术论文和著作：
著作（包括合著）：《果戈理及其讽刺艺术》、《现实主义与现代主义》、《钱中文学术文化随笔》、《文学理论：走向交往对话的时代》、《文学新理性精神》、《自律与他律——现当代文学论争中的理论问题》、《钱中文文集》等。
论文：《评“四人帮”对俄国革命民主主义者发动的“扫荡战”》、《列宁论列甫·托尔斯泰》、《繁荣文艺百花园地的雨露阳光》、《我对文学理论研究的一些意见》、《文学理论反思与“前苏联体系”问题》等。